# 欧扎克 (阿肯色州)
欧扎克（英語：Ozark）是一個位於美國阿肯色州富蘭克林縣的城市。根據2010年美國人口普查，該地人口為3542人，而該地的面積約為20.55平方千米。該地與查爾斯頓同為富蘭克林縣的縣治。

## 地理
奧札克的座標為35°29′34″N 93°50′14″W / 35.49278°N 93.83722°W，而該地的平均海拔高度為124米（即407英尺）。